# 아비앙카 항공 011편 추락 사고
아비앙카 항공 011편 추락 사고는 1983년에 일어난 항공 사고이다. 1983년 11월 27일, 파리 샤를 드 골 공항에서 마드리드 바라하스 국제공항을 경유하여 엘도라도 국제공항으로 향하던 아비앙카 항공 011편이 스페인 마드리드 인근에서 추락해 181명이 사망하고 11명이 생존했다.

## 같이 보기
- 대한항공 801편 추락 사고
- 아메리칸 항공 965편 추락 사고